# La Torre de les Maçanes
La Torre de les Maçanes (valencianisch) oder Torremanzanas (spanisch) (beide Namen sind offiziell) ist eine südostspanische Gemeinde (municipio) mit 744 Einwohnern (Stand: 2024) in der Provinz Alicante der Valencianischen Gemeinschaft. 

## Lage
La Torre de les Maçanes liegt im Südosten Spaniens etwa 28 Kilometer nordnordwestlich von Alicante in einer Höhe von ca. 790 m.

## Bevölkerungsentwicklung
| Jahr      | 1900 | 1910 | 1920 | 1930 | 1940 | 1950 | 1960 | 1970 | 1981 | 1991 | 2001 | 2011 | 2021 |
| Einwohner | 1644 | 1578 | 1519 | 1239 | 1212 | 1230 | 1072 | 890  | 782  | 736  | 703  | 802  | 681  |

## Sehenswürdigkeiten
- neolithische Fundstelle in der Cova de la Barcella
- sog. Großer Turm
- Annenkirche

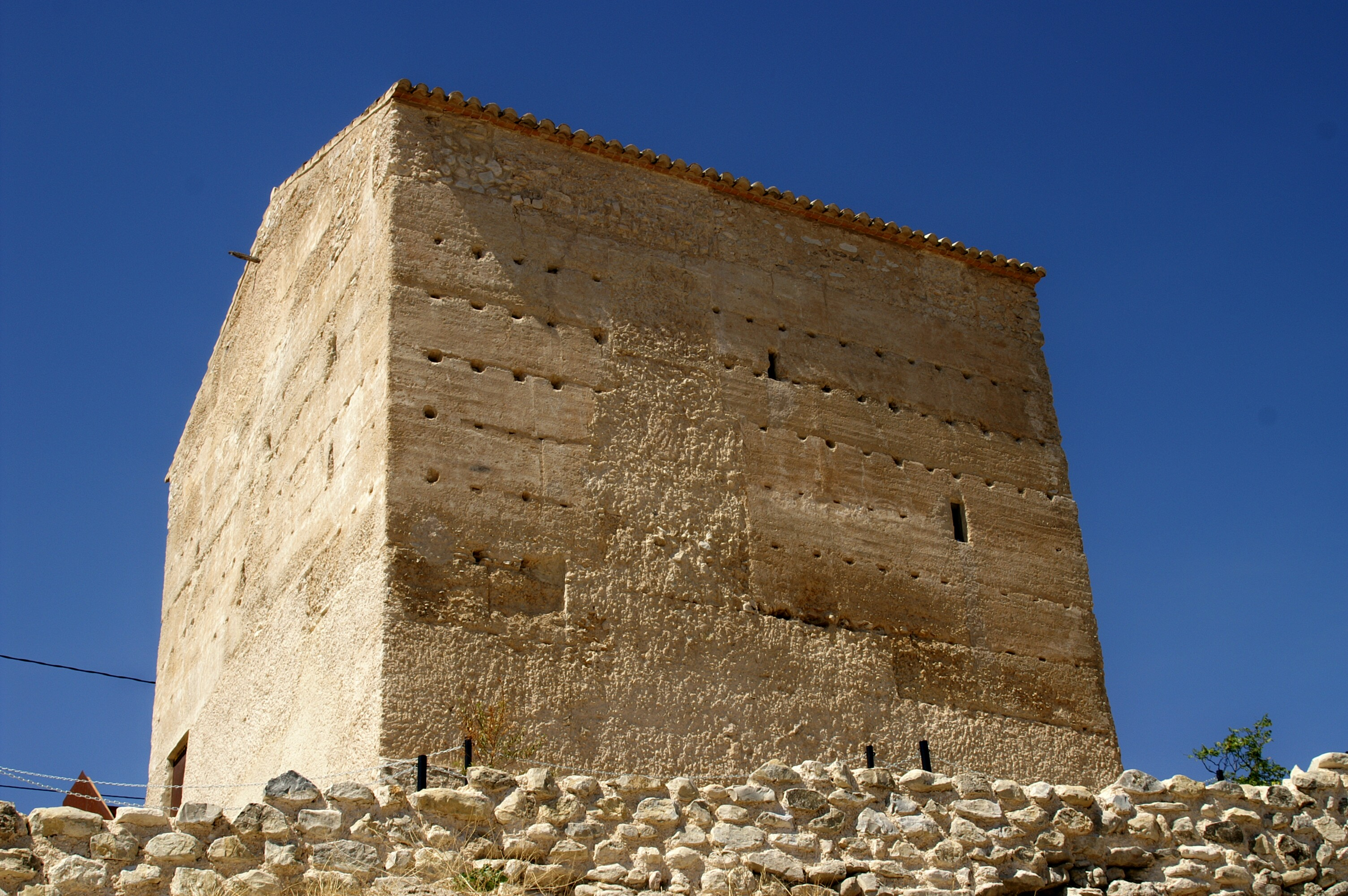
Großer Turm
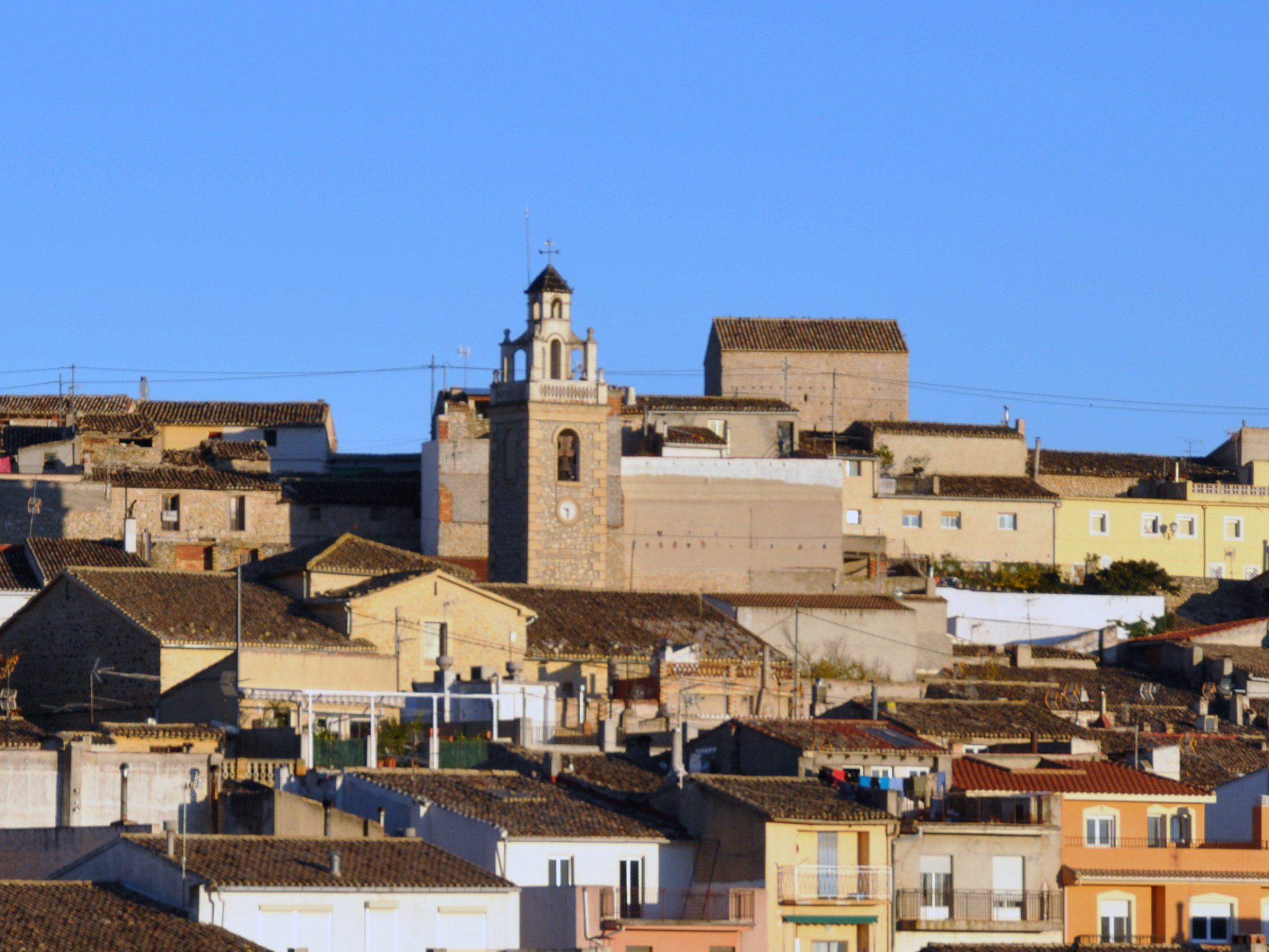
Annenkirche